# Comanche (série de jogos eletrônicos)
Comanche é uma série de jogos de simulação publicada inicialmente pela NovaLogic, e posteriormente pela THQ Nordic, após a aquisição da franquia. O objetivo de cada jogo da série é cumprir missões militares a bordo de um helicóptero de ataque RAH-66 Comanche, que estava em desenvolvimento e fase de prototipagem na época do lançamento dos jogos.
Comanche foi o primeiro simulador de voo comercial baseado em tecnologia voxel, utilizando o motor gráfico proprietário da empresa, o Voxel Space (escrito inteiramente em linguagem de montagem). Essa técnica de renderização permitiu representar terrenos com muito mais realismo e riqueza de detalhes do que os simuladores que usavam gráficos vetoriais na época.

## Jogos
| 1992 | Comanche: Maximum Overkill |
| 1993 | Comanche: Global Challenge |
| 1993 | Comanche: Over the Edge    |
| 1994 | Comanche CD                |
| 1995 | Werewolf vs Comanche       |
| 1996 | Comanche 2                 |
| 1997 | Comanche 3                 |
| 1998 | Comanche Gold              |
| 1999 |                            |
| 2000 |                            |
| 2001 | Comanche 4                 |
| 2002 |                            |
| 2003 |                            |
| 2004 |                            |
| 2005 |                            |
| 2006 |                            |
| 2007 |                            |
| 2008 |                            |
| 2009 |                            |
| 2010 |                            |
| 2011 |                            |
| 2012 |                            |
| 2013 |                            |
| 2014 |                            |
| 2015 |                            |
| 2016 |                            |
| 2017 |                            |
| 2018 |                            |
| 2019 |                            |
| 2020 |                            |
| 2021 | Comanche                   |

Ao longo dos anos, vários jogos e expansões foram lançados:
- Comanche: Maximum Overkill (1992)
  - Comanche: Global Challenge (1993) – três novas campanhas
  - Comanche: Over the Edge (1993) – quatro novas campanhas
  - Comanche CD (1994) – uma coletânea de Maximum Overkill e discos de missões, além de 10 missões bônus. Relançado em 1997 pela SoftKey como Comanche CD Special Edition. Inclui uma demonstração do America Online e oferece compatibilidade com o Windows 95.

- Werewolf vs Comanche (1995) – pacote com dois jogos e modo multijogador compatível
  - Comanche 2 (1996) – versão independente da parte Comanche do Werewolf vs. Comanche

- Comanche 3 (1997)
  - Comanche Gold (1998) – versão aprimorada de Comanche 3, com campanhas adicionais e diversas melhorias

- Comanche 4 (2001)[4]

- Comanche (2021) – ambientado em um futuro próximo. A versão em acesso antecipado foi lançada no Steam em 12 de março de 2020,[5] com o lançamento da versão 1.0 em 26 de agosto de 2021.[6] O jogo foi desenvolvido inicialmente pela Nukklear antes do acesso antecipado, e depois pela Ashborne Games.[7][8]

## Recepção
O revisor da Computer Gaming World, Bryan Walker — piloto de AH-64 da Aviação do Exército dos Estados Unidos — elogiou Comanche Maximum Overkill em 1993, chamando-o de "um vislumbre de cair o queixo da guerra aérea com helicópteros do século XXI". Ele afirmou que o jogo apresentava um "modelo de terreno mais crível do que o Simulador de Missões de Combate do Exército" e foi o primeiro jogo a replicar "a emoção de voar em baixa altitude". Walker apreciou a estabilidade e facilidade de uso do modelo de voo, e relatou que o cockpit seguia os princípios do MANPRINT ("Integração de Pessoal e Recursos Humanos"). Ele comparou o controle do helicóptero ao de "uma lesma... os viciados em joystick podem acabar rangendo os dentes", e também criticou a seleção "escassa" de missões e alvos inimigos, além da durabilidade e carga de armas irrealisticamente altas. Ainda assim, Walker concluiu que "o poder gráfico de ponta lhe dá vantagem para tirar mais de um concorrente do campo de batalha".
Em 1993, Walker analisou o Mission Disk One para a revista, afirmando que "honestamente esperava mais de um disco de expansão que custa 40 dólares". Ele criticou a falta de melhorias no modelo de voo ("o Comanche de CMO ainda voa como se fosse controlado pelo Barney Fife"), e concluiu que "é como reabastecer um helicóptero de ataque sem rearmá-lo". Em 1994, Walker gostou da maior dificuldade das "40 missões desafiadoras" do disco de expansão Over the Edge, assim como das melhorias nos gráficos e nos controles. Ele concluiu que a expansão "demonstra claramente a superioridade dos novos recursos e torna o jogo muito mais agradável". Walker também aprovou a coletânea Comanche CD, mas a recomendou apenas para quem não possuía o jogo original ou as expansões. No entanto, reiterou que "muitas das limitações que apontei na minha análise original de CMO ainda estão presentes... seria bom ver a NovaLogic produzir um título de helicóptero à altura de Falcon 3.0 no quesito realismo técnico".
Um revisor da revista Next Generation opinou que "Para pura ação multiplayer, Werewolf vs. Comanche é difícil de superar." Ele destacou que, como as duas aeronaves estão em discos separados, os jogadores precisavam comprar apenas metade das cópias do jogo em relação ao número de participantes em uma sessão em rede. Ele deu uma nota de quatro em cinco estrelas.
Comanche Maximum Overdrive foi indicado a um prêmio na Game Developers Conference de 1993.
A série Comanche, no total, alcançou vendas globais combinadas de 2,5 milhões de cópias até novembro de 2001, antes do lançamento de Comanche 4.
Comanche Mac recebeu 4 de 5 estrelas da revista MacUser. Em 1995, a revista Flux classificou Comanche em 18º lugar no seu Top 100 Video Games. Eles elogiaram o jogo, chamando-o de: "Um dos simuladores de voo mais agradáveis graficamente."